# Křenek
Křenek (německy Krenek) je obec v okrese Praha-východ (do 31. prosince 2006 v okrese Mělník) ve Středočeském kraji. Rozkládá se sedm kilometrů severozápadně od města Brandýs nad Labem-Stará Boleslav. Žije zde 324 obyvatel.

## Historie
První písemná zmínka o obci pochází z roku 1337.

## Přírodní poměry
Do západního cípu katastrálního území zasahuje jedna z částí přírodní památky Polabí u Kostelce.

## Obyvatelstvo
| Rok            | 1869 | 1880 | 1890 | 1900 | 1910 | 1921 | 1930 | 1950 | 1961 | 1970 | 1980 | 1991 | 2001 | 2011 | 2021 |
| -------------- | ---- | ---- | ---- | ---- | ---- | ---- | ---- | ---- | ---- | ---- | ---- | ---- | ---- | ---- | ---- |
| Počet obyvatel | 338  | 328  | 316  | 326  | 398  | 393  | 369  | 336  | 323  | 293  | 254  | 223  | 218  | 241  | 306  |
| Počet domů     | 41   | 53   | 53   | 57   | 74   | 82   | 93   | 109  | 101  | 94   | 90   | 113  | 118  | 124  | 140  |

## Obecní správa

### Územněsprávní začlenění
Dějiny územněsprávního začleňování zahrnují období od roku 1850 do současnosti. V chronologickém přehledu je uvedena územně administrativní příslušnost obce v roce, kdy ke změně došlo:
- 1850 země česká, kraj Praha, politický okres Karlín, soudní okres Brandýs nad Labem[6]
- 1855 země česká, kraj Praha, soudní okres Brandýs nad Labem[6]
- 1868 země česká, politický okres Karlín, soudní okres Brandýs nad Labem[6]
- 1908 země česká, politický i soudní okres Brandýs nad Labem[7]
- 1939 země česká, Oberlandrat Mělník, politický i soudní okres Brandýs nad Labem[8]
- 1942 země česká, Oberlandrat Praha, politický i soudní okres Brandýs nad Labem[9]
- 1945 země česká, správní i soudní okres Brandýs nad Labem[10]
- 1949 Pražský kraj, okres Brandýs nad Labem[11]
- 1960 Středočeský kraj, okres Mělník[12]
- k 1. lednu 2007 Středočeský kraj, okres Praha-východ[13]

### Obecní symboly
Znak a vlajka byly obci uděleny rozhodnutím předsedy Poslanecké sněmovny Parlamentu České republiky dne 12. prosince 2008.

## Společnost
V obci Křenek (393 obyvatel) byly v roce 1932 evidovány tyto živnosti a obchody: výroba cementového zboží, 3 hostince, 4 košíkáři, obchod s košíkářským zbožím, kovář, malíř, 2 obchody se smíšeným zbožím, trafika, 3 obchody se zemskými plodinami.

## Doprava
Dopravní síť
- Pozemní komunikace – Obcí prochází silnice II/331 Nymburk – Lysá nad Labem – Stará Boleslav – Záboří – (Mělník).
- Železnice – Železniční trať ani stanice na území obce nejsou. Nejblíže je železniční stanice Dřísy ve vzdálenosti 1 km ležící na trati 072 v úseku mezi Lysou nad Labem a Mělníkem.

Veřejná doprava 2011
- Autobusová doprava – V obci měly zastávku příměstské autobusové linky do těchto cílů: Brandýs nad Labem-Stará Boleslav, Hostín, Kostelec nad Labem, Mečeříř, Mělník, Všetaty (dopravce ČSAD Střední Čechy).

## Pamětihodnosti
- Krucifix
- Socha svatého Jana Nepomuckého

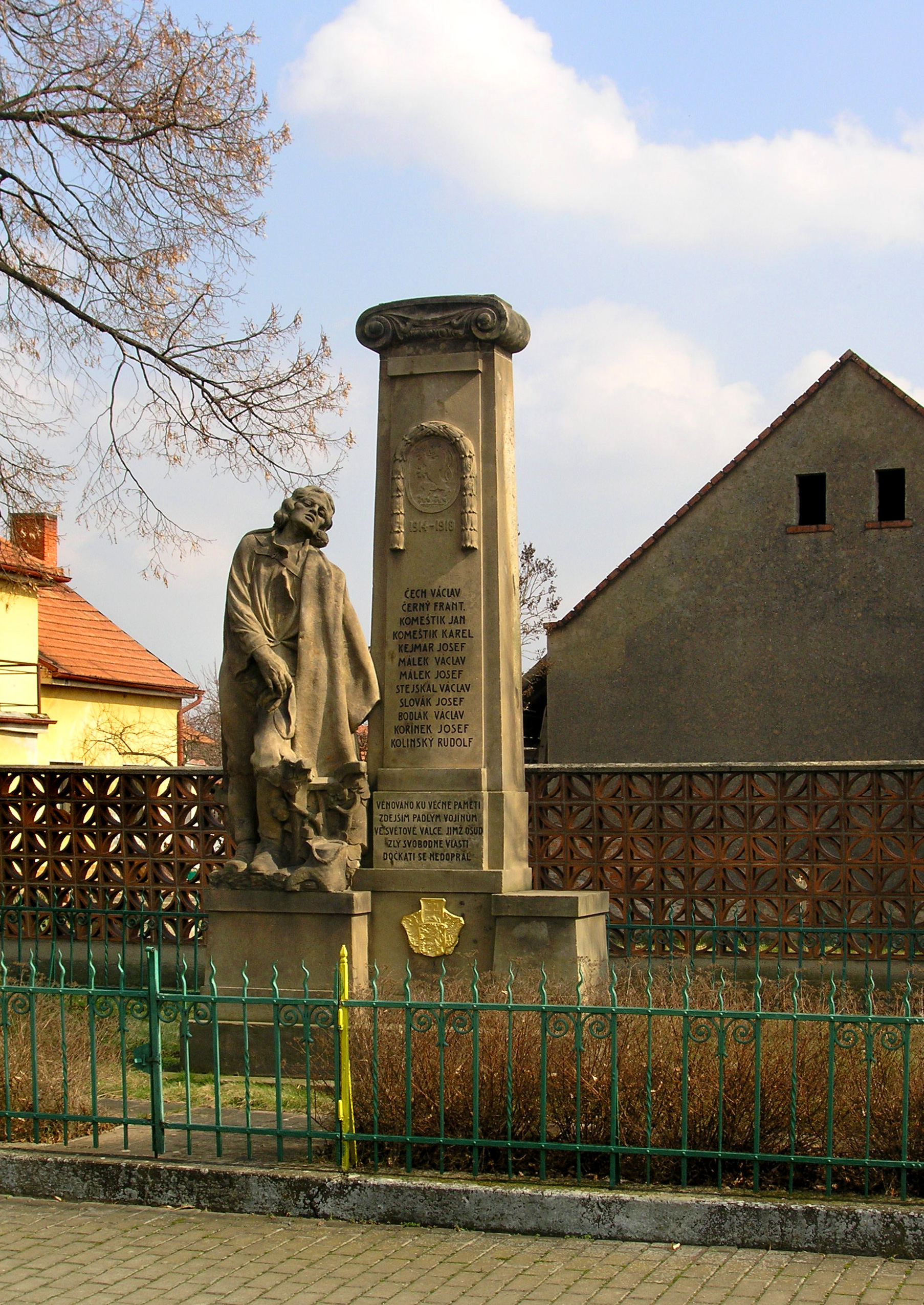
Pomník padlým

- Pomník padlým v první světové válce z roku 1924

## Galerie

Křenek
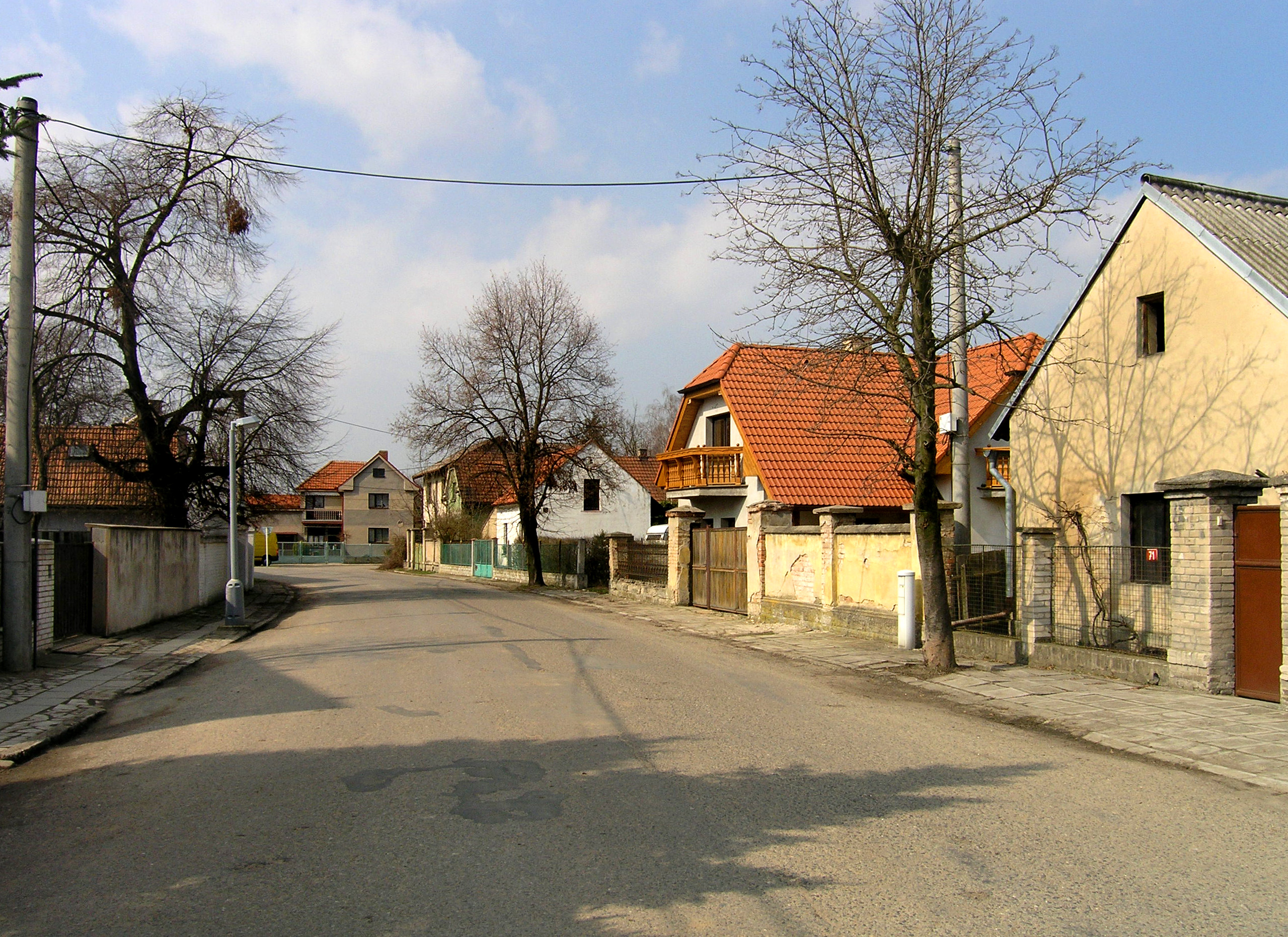
Severní část obce
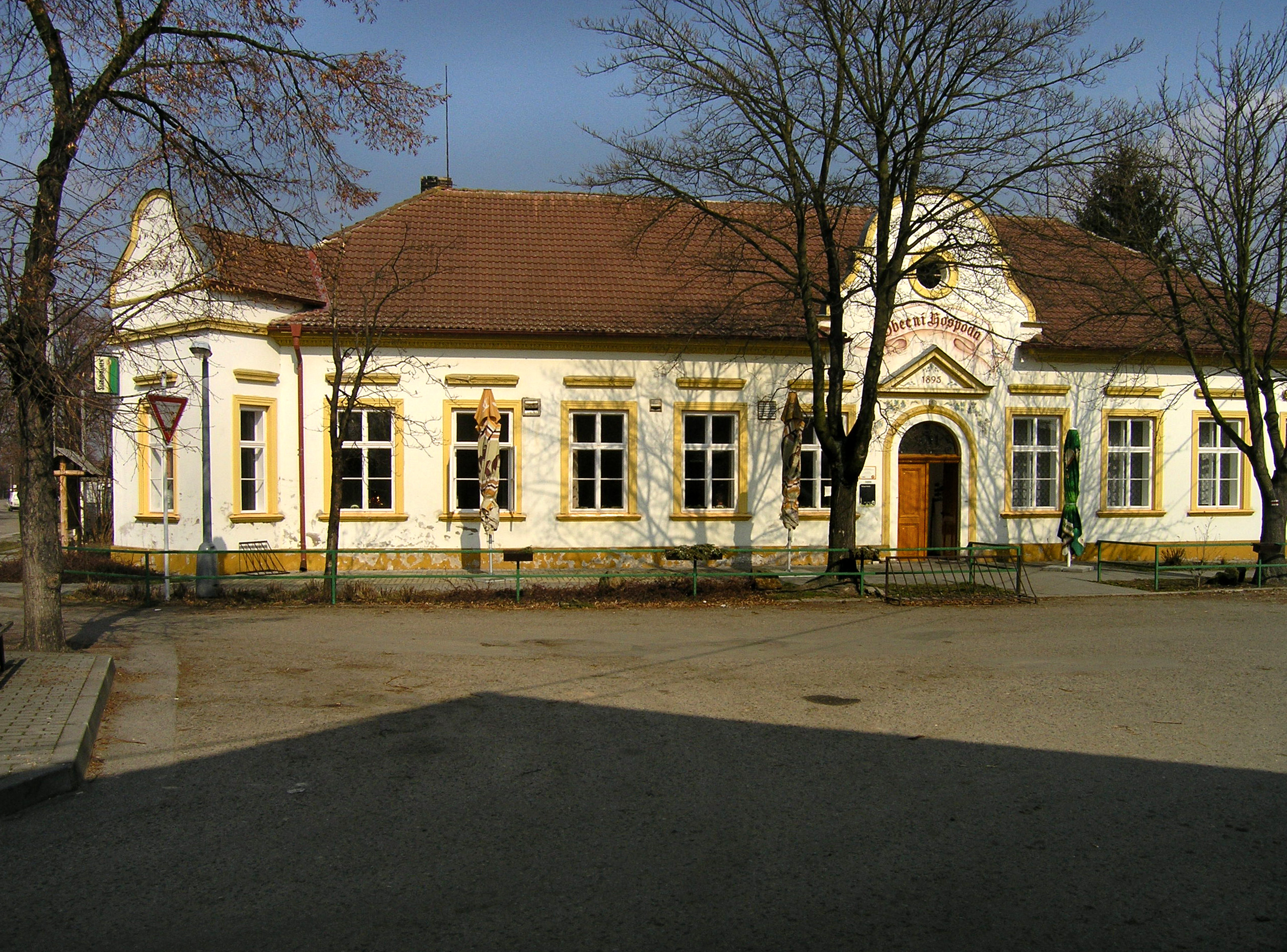
Restaurace
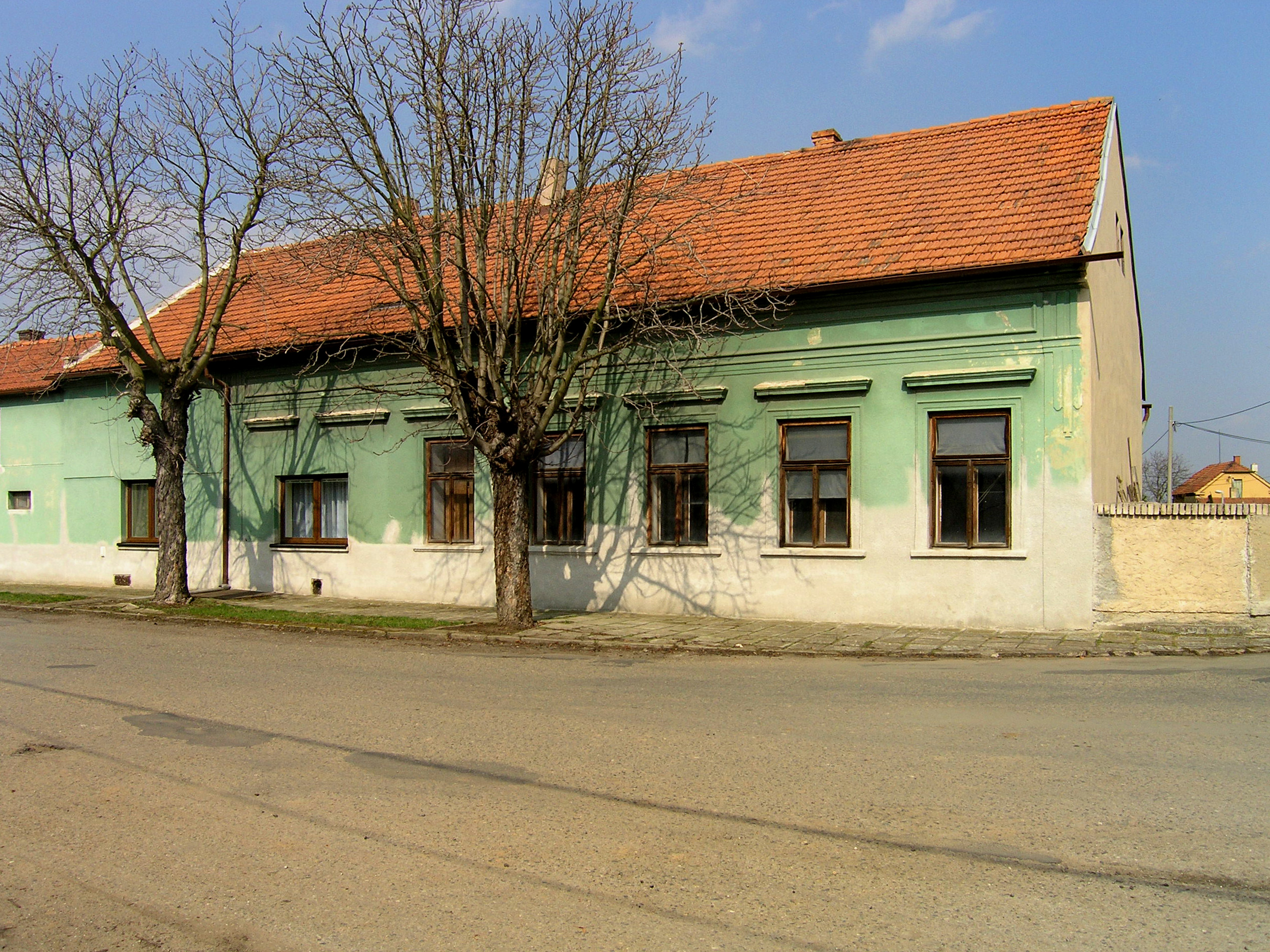
Stavení
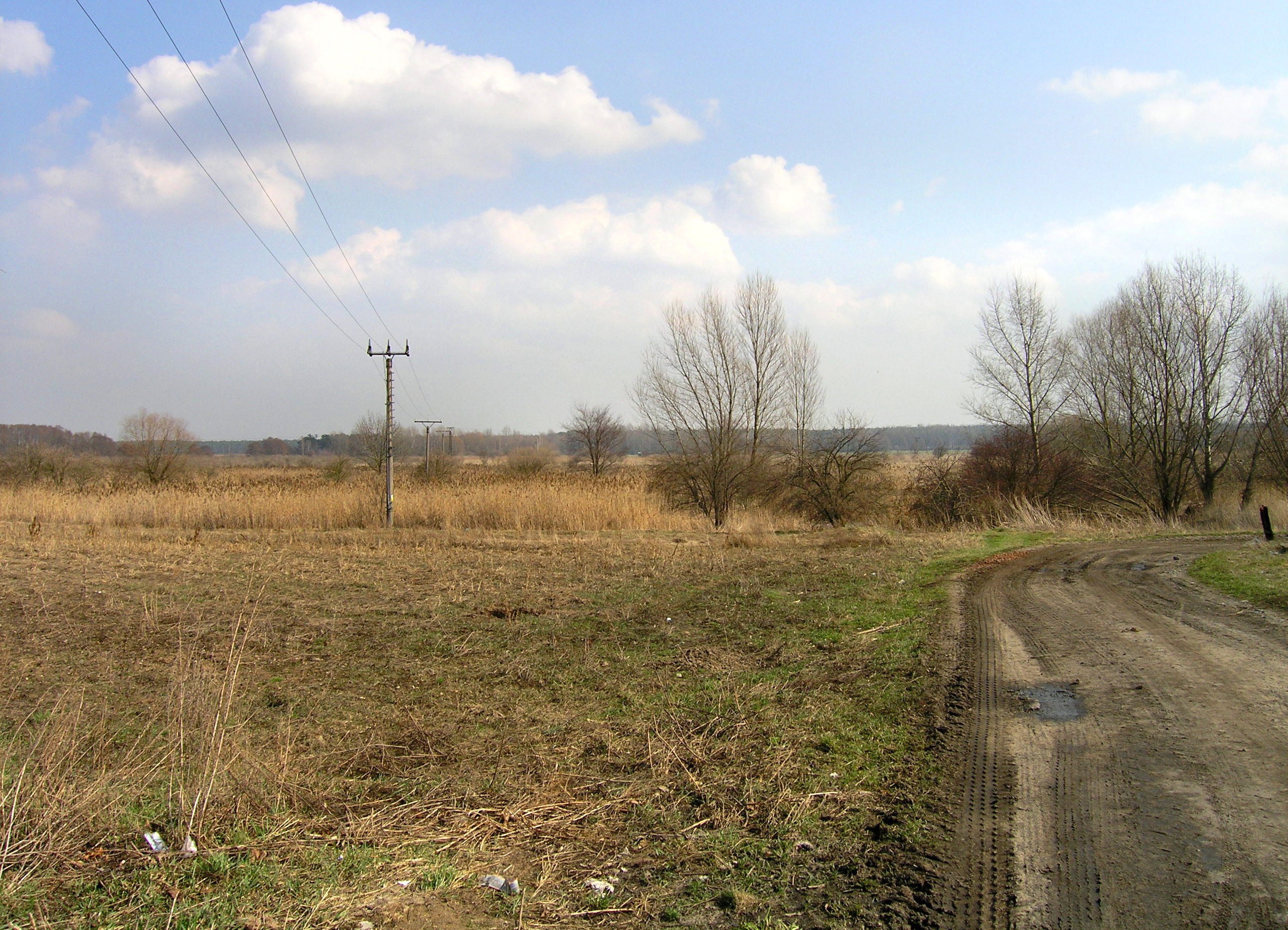
Louky u obce